# Cornelia Clapp

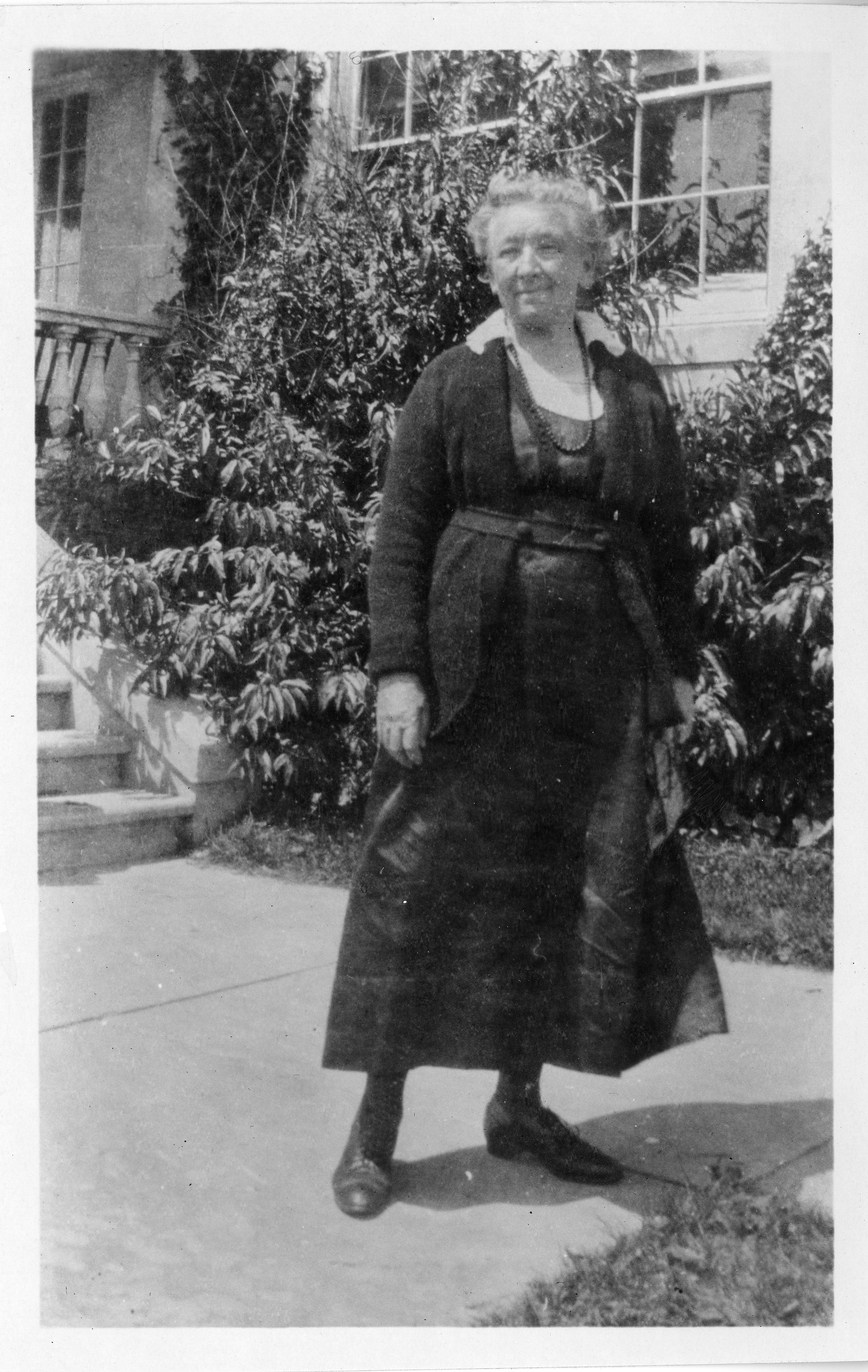
Cornelia Maria Clapp

Cornelia Maria Clapp (* 17. März 1849 in Montague, Massachusetts; † 31. Dezember 1934 in Mount Dora, Florida) war eine US-amerikanische Zoologin und Meeresbiologin. Sie war eine der ersten Forscherinnen, die in den Vereinigten Staaten einen Doktortitel erlangten.

## Leben und Karriere

### Frühe Jahre
Clapp kam als ältestes von sechs oder sieben Kindern der Eheleute Richard Leighton Clapp und Eunice Amelia Clapp (geb. Slate) zur Welt. Beide Eltern hatten zeitweise als Lehrer gearbeitet, der Vater war zudem ein erfolgreicher Farmer und langjähriger Diakon der Kongregationalistischen Kirche, der viel Wert auf die Schulausbildung seiner Kinder legte.
Clapp ging auf private und öffentliche Schulen in Montague, ehe sie ab 1868 das Mount Holyoke Female Seminary, den Vorläufer des heutigen gleichnamigen Colleges, in South Hadley besuchte. Möglicherweise war die Entscheidung für Mount Holyoke von der Bekanntschaft von Clapps Mutter mit der Missionarin Fidelia Fiske, die eine Alumna dieser Einrichtung war, beeinflusst. In South Hadley zeigte sich Clapp insbesondere von ihrer Botanikprofessorin Lydia Shattuck  (1822–1889) beeindruckt.
Nachdem sie das Mount Holyoke Seminar 1871 mit einem allgemeinen Abschluss in Geisteswissenschaften verlassen hatte, war sie für ein Jahr als Lateinlehrerin an Potter Hall, einem Internat für Jungen in Andalusia, Pennsylvania beschäftigt.
Anschließend kehrte sie nach Mount Holyoke zurück, wo sie als Lehrerin für verschiedene Fächer eingesetzt wurde. In ihrem ersten Jahr unterrichtete sie Mathematik, anschließend dann Naturgeschichte und Biologie. Von 1876 bis 1891 war sie zudem Gymnastiklehrerin und verfasste 1883 ein Handbuch der Gymnastik, in dem sie insbesondere eine geeignete Sportkleidung empfahl.

### Etablierung als Zoologin
Nachdem Lydia Shattuck, die nun ihre Kollegin war, bereits im Vorjahr dort gewesen war, erhielt Clapp im Jahre 1874 die Chance, die von Louis Agassiz gegründete Anderson School of Natural History auf Penikese, einer der Elizabeth Islands in der Buzzards Bay, zu besuchen. Im selben Jahr etablierte sie Embryologie als Studienfach an Mount Holyoke. 1875 unternahm sie mit einer Gruppe von Entomologen eine Studienreise in die White Mountains von New Hampshire, um Insekten zu sammeln.
Im Jahr 1876 forschte Clapp über Weichtiere. Im selben Jahr erhielt Mount Holyoke mit der Williston Hall ein neues Gebäude, das genutzt wurde, um eine Sammlung zoologischer Exponate anzulegen. Clapp wirkte selbst an der Erweiterung dieser Sammlung mit, indem sie Schülerinnen, die in den Urlaub fuhren, beauftragte lokale Spezies mit zurück zu bringen. Diese verglich sie später mit den Spezies des Museum of Comparative Zoology, um eine korrekte Klassifizierung sicherzustellen.
Noch in den 1870er Jahren unternahm Clapp zwei weitere größere Exkursionen unter der Leitung von David Starr Jordan, die unter anderem auch von Rosa Smith Eigenmann begleitet wurden. Die erste dieser Forschungsreisen führte sie in den amerikanischen Süden und war dem Studium von Fischen gewidmet. Auf dieser Reise hatte sie Gelegenheit, die neue Marinestation der Johns Hopkins University in Beaufort, South Carolina sowie das Smithsonian Institute in Washington, D.C. zu besuchen. Die zweite Exkursion führte sie 1879 in die Schweiz und nach Norditalien, wo sie viele wertvolle Bekanntschaften mit europäischen Forscherinnen und Forschern schließen konnte.
In den frühen 1880er Jahren studierte sie unter William Thompson Sedgwick Hühnerembryos am Massachusetts Institute of Technology und unternahm am Williams College gemeinsam mit Edmund B. Wilson Studien über verschiedene Regenwurmarten.

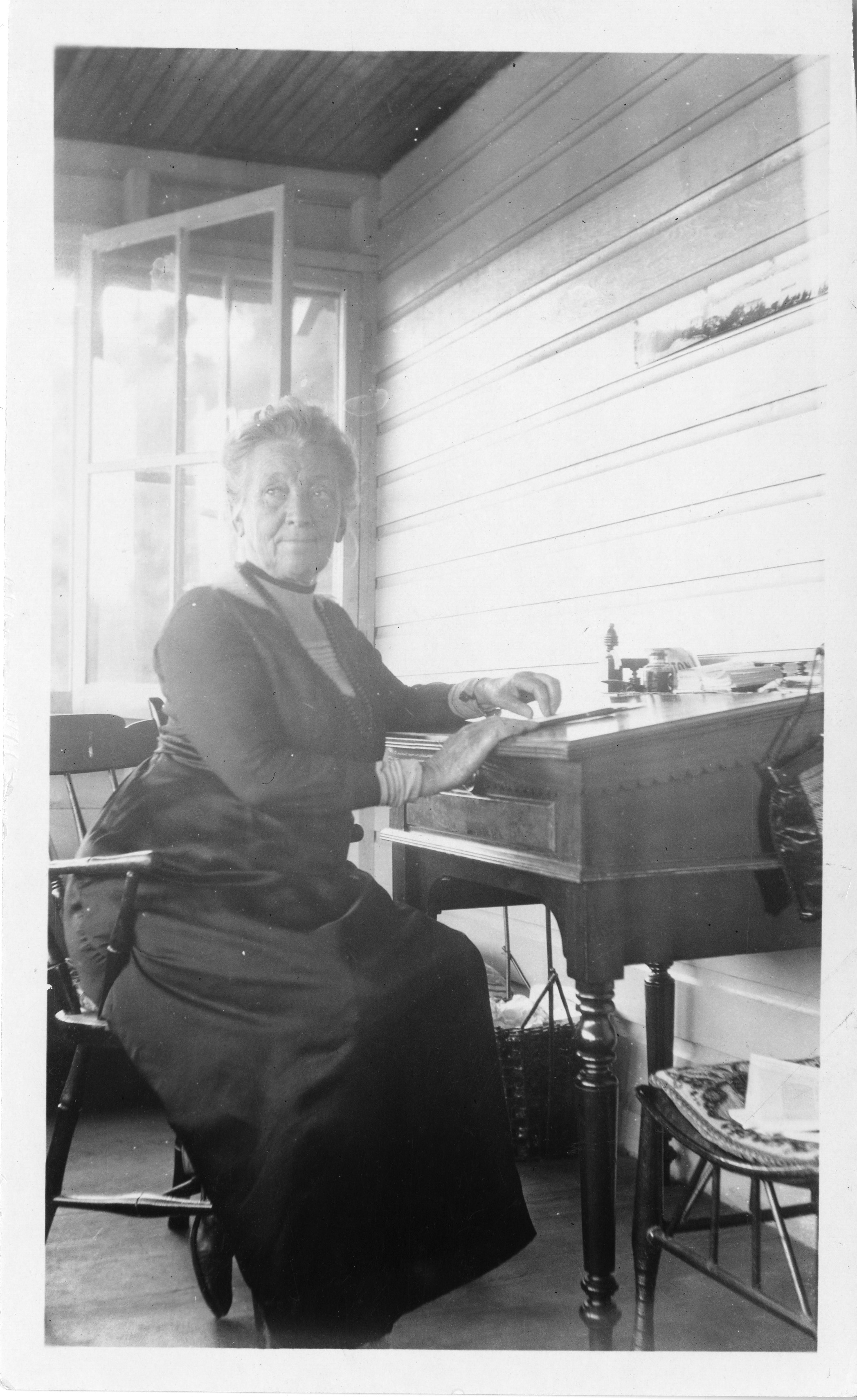
Cornelia Clapp an ihrem Schreibtisch

### Promotion und Professur
Im Jahr 1888 verlieh ihr die Syracuse University den Titel Bachelor of Philosophy (Ph.B.) und im Jahr darauf den Doktorgrad (Ph.D.). Beide Titel erwarb sie durch mündliche Prüfungen und ohne eine schriftliche Dissertation anzufertigen. Während Mount Holyoke die Transformation vom Seminar zum College durchlebte, verbrachte sie drei Jahre an der University of Chicago, ehe sie 1896 auch von dieser Einrichtung einen Doktortitel erlangte. Ihre Doktorarbeit unter Charles Otis Whitman über das Seitenlinienorgan des Froschfisches erschien im Journal of Morphology.
1888 wurde das Marine Biological Laboratory (MBL) in Woods Hole, Massachusetts gegründet und noch im selben Jahr begann auch Clapp dort mit ihren Studien. In den folgenden Jahren sollte sie jeden Sommer an das Institut kommen, das von ihrem Doktorvater Whitman geleitet wurde. Von 1893 bis 1907 leitete sie die Bibliothek des MBL, von 1897 bis 1903 gehörte sie zum festen Stamm der Embryologen des Labors. Von 1902 bis 1904 und von 1910 bis zu ihrem Tod 1934 war sie zudem Treuhänderin des MBL. 1917 baute sie sich eine Behausung in Woods Hole, in der sie zeitweise mit zwei ihrer Schwestern wohnte.
1903 absolvierte Clapp eine weitere Studienreise nach Europa und besuchte Neapel, im Jahr darauf ernannte sie das Mount Holyoke College zur Professorin für Zoologie. In den Jahren 1908 bis 1909 unternahm sie eine letzte große Exkursionsfahrt nach Fernost, ehe sie 1917 in den Ruhestand wechselte.
In ihren letzten Jahren verbrachte Clapp die Winter meist mit ihren Schwestern in Mount Dora, Florida, wo sie sich in der Kirche sowie der Lokalpolitik engagierte. Hier starb sie im Dezember 1934 an den Folgen einer Hirnvenenthrombose.

## Ansichten
Clapp vertrat stets die Auffassung, dass man besser von der Natur selbst, also durch eigenes Experimentieren und eigenständige Untersuchungen, lerne als aus Lehrbüchern. So lehrte sie etwa die Entwicklung von Hühnerembryos, indem sie für ihre Studentinnen Eier in verschiedenen Brutstadien zur Verfügung stellte, die diese dann sezieren und untersuchen durften. Ihre Abneigung gegen geschriebene Wissenschaft schlug sich auch darin nieder, dass sie kaum Arbeiten publizierte.
Unter dem Eindruck des Sezessionskrieges, dessen Nachwirkungen sie bei ihrer Studienreise durch die Südstaaten noch spüren konnte, entwickelte sich bei Clapp eine starke pazifistische Haltung, die sie auch während des Ersten Weltkrieges mehrmals zum Ausdruck brachte. Zudem wurde ihr ein starker christlicher Glaube attestiert.

## Auszeichnungen und Ehrungen
- In der ersten Ausgabe der American Men of Science 1906 wurde Clapp zu den 150 einflussreichsten US-amerikanischen Zoologen gezählt.[6]
- 1921 verlieh ihr das Mount Holyoke College die Ehrendoktorwürde (D.Sc.).[3]
- 1923 wurde einem neuen Gebäude des Mount Holyoke College, in dem biologische Labore untergebracht waren, der Name Clapp Hall verliehen.[1]
- Sie wurde von der American Association for the Advancement of Science, der American Society of Zoologists sowie der Association of American Anatomists als Mitglied aufgenommen.[6]

## Schriften
- Manual of gymnastics : prepared for the use of the students of Mt. Holyoke Seminary. Beacon Press, Boston 1883. (Neuauflage: Cambridge Scholars Publishing, Cambridge 2010, ISBN 1-154-57892-5.)